# Saint-Laurent-de-Trèves
Saint-Laurent-de-Trèves là một xã ở tỉnh Lozère trong vùng Occitanie, phía nam nước Pháp.